# Рафин
Рафин ( др.-греч. Ραθiνηs лат. Rathínēs или Rathánēs) — лидер племени кадусиев и генерал Фарнабаза III.

## История
Ксенофонт в своих трудах приводил полное описание тактического применения персидских кавалерийских колонн на примере стычки у Даскилеона в 396 г. до н. э: "… когда спартанский царь Агесилай был недалеко от Даскилеона, его всадники, идущие впереди его, скакали к верху холма, чтобы увидеть, нет ли чего впереди. И, по случайности, всадники Фарнабаза III, бывшие под началом Рафина и Багоя (Вагея), его незаконнорожденного брата, и примерно равные по численности греческой коннице, были высланы Фарнабазом и также скакали к тому же самому холму. И когда оба отряда увидели друг друга на расстоянии не более 4 плетров [около 120 м], сначала оба стояли, греческие всадники - будучи выстроены в глубину по четыре, словно фаланга, а варвары - по фронту не более двенадцати, но в глубину больше. Однако, затем варвары атаковали. Когда они сошлись в рукопашной, все греки, кто уколол кого-либо, сломали свои копья, тогда как варвары, вооруженные дротиками из кизилового дерева, быстро убили двенадцать человек и двух коней. Вслед за тем греки были обращены в бегство. Но когда Агесилай пришел на помощь с гоплитами, варвары снова отступили и один из них был убит".